# Yomagate
El Yomagate fue un escándalo político que tuvo lugar en Argentina en 1991, durante el gobierno de Carlos Menem. El nombre del mismo combina el apellido de la implicada Amira Yoma (si bien luego fue sobreseída), y el uso del sufijo "-gate", de habitual uso en el periodismo luego del Watergate (EE. UU., 1972-1974).
La causa del Yomagate investigaba una supuesta operación de narcotráfico de cocaína. Finalmente el caso sería cerrado y los imputados serían sobreseídos por la justicia argentina en abril de 1994, por pedido del fiscal Carlos Stornelli y escrito por el entonces secretario de cámara Gabriel Cavallo.
El caso puso en evidencia, al menos para la opinión pública, el entramado de poder que vinculaba al poder judicial (con la figura sobresaliente de la aún jueza Servini de Cubría) e incluso censura a programas de televisión (como se dio en el icónico caso de censura previa/amordazamiento legal a Tato Bores), entre tantos otros.

## Implicados
La causa del Yomagate implicó a la secretaria de audiencias (y a la vez cuñada) del entonces presidente argentino Carlos Menem. Amira Yoma debió estar bajo prisión preventiva, la que fue revocada por la titular de la Cámara en lo Criminal Federal Luisa Riva Aramayo.
Mario Caserta (secretario de Recursos Hídricos del gobierno, y secretario de Yoma fue condenando a 5 años.
También estuvieron acusados Carlos Scopelliti, Amed Collazo Valdez, Carlos Alberto Torres, Miguel Ángel Arnone y Carlos Minotti, condenados a tres años de prisión en suspenso.

## Investigación
El tema fue investigado por distintos medios de prensa. Tras la primera nota al respecto, publicada en la revista española Cambio/16,y el diario argentino Página/12.
Román Lejtman escribió acerca del Yomagate y llegó a escribir un libro con los pormenores de la investigación: "Narcogate" Historia inédita de las relaciones de la familia del presidente y sus amigos con el lavado de dólares. (Ed. Sudamericana, 1993).
Resulta elocuente el resumen que hace Lejtman sobre el caso: ”Amira Yoma fue acusada de integrar una banda internacional de lavado de dólares sucios del narcotráfico que operaba en Europa, África y América Latina. Junto a Yoma, que al momento de iniciarse la pesquisa era cuñada del presidente Carlos Menem
y su secretaria privada, estaba su hermano Emir, su esposo Ibrahim al Ibrahim y el puntero peronista Mario Caserta. El contacto principal de Yoma –Amira y Emir-era Monzer Al Kassar, un traficante de armas que también hacia trabajos de inteligencia para España, Siria, Estados Unidos e Israel. A cargo de la investigación estuvo la jueza federal María Romilda Servini de Cubría. Servini de Cubría fue funcional al presidente Menem, al punto que cuando viajó a Madrid para conocer mejor el caso –que allí llevaba Baltasar Garzón-, se alojó en un departamento que tenía Jorge Antonio, un operador peronista que era amigo de Menem, de Juan Domingo Perón –de hecho los presentó en Guardia de Hierro en los 70- y que en su tiempo ocultó al asesino nazi Rudolf Eichmann. Servini de Cubría hizo muy bien su faena.[cita requerida] La familia Yoma nunca fue condenada, Menem nunca fue procesado, Al Kassar jamás fue imputado por este caso, y el único que pagó fue Caserta, que estuvo años detenido y cambió la política por la religión evangelista”.